# Elbe Holding
Die Elbe Holding GmbH & Co. KG mit Sitz in Bietigheim-Bissingen, Baden-Württemberg, ist ein Familienunternehmen, das Antriebslösungen für den Fahrzeug- und Maschinenbau herstellt. Sie ist die Holding-Gesellschaft der Unternehmen der Elbe Group, welche weltweit über 1100 Mitarbeiter an sieben Standorten in Deutschland, Ungarn, Italien, Brasilien und den USA beschäftigt.

## Unternehmensdaten
Am Hauptsitz in Bietigheim-Bissingen werden Kardan-Gelenkwellen und Doppel-Gelenkwellen für den Serien- und Erstausrüstungsbedarf gefertigt. Ein weiterer Standort befindet sich im unterfränkischen Hofheim. Dortproduziert das Unternehmen Kardan-, Präzisions-, Kreuz-, Kugel-Gelenkwellen, Gelenkkreuze sowie An- und Abtriebs-Flansche. Mit insgesamt knapp 1100 Mitarbeitern an 7 Standorten in Deutschland, Italien, Ungarn, Brasilien und USA sowie 35 Vertriebspartnern beliefert die Unternehmensgruppe weltweit Kunden aus den Branchen Baumaschinen, Landwirtschaft, Nutz- und Sonderfahrzeuge, Militär, Bahn und Maschinen- und Anlagenbau.

## Geschichte
Gottlob Elbe gründete im Jahr 1919 im schwäbischen Bissingen sein Unternehmen und begann, Dreh- und Frästeile für Auftraggeber aus dem Maschinenbau und der Fahrzeugfertigung herzustellen. Seit 1935 werden auch Kugel- und Kreuzgelenkwellen für den Fahrzeug- und Maschinenbau hergestellt. Im Jahr 1950 begann das Unternehmen Kardan-Gelenkwellen und kleine Doppelgelenkwellen zu produzieren. 1973 wurde die Tochtergesellschaft von ELSO Elbe in Hofheim/Unterfranken gegründet. Der Familienbetrieb internationalisierte sich 1993 und 1994 mit zwei Werken in Italien in den Städten Abbadia Lariana und Grumento Nova sowie einem weiteren Standort in South Haven, USA. 1999 gründete die Elbe Group die Elso Hungária im ungarischen Eger. In 2007 wurde mit dem Erwerb von Anteilen an einem brasilianischen Hersteller die Grundlage für den Aufbau von Elbe do Brasil in Passo do Sobrado geschaffen.

## Tätigkeitsgebiet
Die Elbe Group liefert weltweit Antriebskomponenten an Hersteller von Fahrzeugen. So kommen die Komponenten z. B. in LKWs, Traktoren, Motorrädern, und auch in den Bereichen Bau, Landwirtschaft, Nutz- und Sonderfahrzeuge, Militär sowie Bahn zum Einsatz. Neben dem Fahrzeugbau finden die Produkte der Elbe Group auch im industriellen Maschinen- und Anlagenbau Anwendung.

## Produkte
Verschiedene Typen von Gelenkwellen (z. B. Kardan-Gelenkwellen, Präzisions-/Kreuz- und Kugel-Gelenkwellen, Doppel-Gelenkwellen), Achs- und Getriebeflansche, Gelenkkreuze, sowie viele Sonderformen.
Seit 2021 bietet die Elbe Group sensorische Gelenkwellen Elbe Sensing Technology (EST) für den Maschinen-, Anlagen- und Fahrzeugbau an. Durch die Integration von Sensoren und der dazu abgestimmten Messkette wird die Übermittlung von Messgrößen drahtlos direkt aus der Gelenkwelle ermöglicht.